# Олимпиада (жена Деметрия Красивого)
Олимпиада (др.-греч. Ὀλυμπιάς) — фессалийка, первая супруга Деметрия Красивого.
По свидетельству Евсевия Кесарийского, Олимпиада, дочь Поликлета из Ларисы, стала женой Деметрия Красивого. У них родились Антигон, будущий царь Македонии, и Эхекрат.